# Adır
Adır ou Lim (en arménien Լիմ) est une île du lac de Van. Un monastère arménien actif jusqu'au génocide arménien y était autrefois situé.